# La Lagunilla, Carrillo Puerto
La Lagunilla är en ort i Mexiko.   Den ligger i kommunen Carrillo Puerto och delstaten Veracruz, i den sydöstra delen av landet, 270 km öster om huvudstaden Mexico City. La Lagunilla ligger 215 meter över havet och antalet invånare är 195.
Terrängen runt La Lagunilla är lite kuperad, och sluttar brant österut. Runt La Lagunilla är det ganska tätbefolkat, med 62 invånare per kvadratkilometer. Närmaste större samhälle är Cuitláhuac, 12,8 km väster om La Lagunilla. Omgivningarna runt La Lagunilla är en mosaik av jordbruksmark och naturlig växtlighet.